# جبزي سبور
جبزي سبور (بالتركية: Gebzespor)‏ هو نادٍ رياضي تركي يقع في جبزي ، مقاطعة قوجه إيلي (تركيا). يلعب نادي كرة القدم في دوري الدرجة الرابعة التركي.